# Samira Asghari
Samira Asghari (* 31. März 1994 in der Provinz Wardak) ist eine afghanische Sportfunktionärin. Sie wurde 2018 als erste Afghanin Mitglied des Internationalen Olympischen Komitees.

## Werdegang
Samira Asghari stammt aus dem Distrikt Jalrez in der afghanischen Region Wardak. Sie hat drei Brüder. Wenige Monate nach ihrer Geburt im März 1994 floh ihre Familie vor dem Aufstieg der Taliban in den Iran, wo Asghari bis zur Rückkehr der Familie nach Afghanistan 2002 (nach dem Sturz des Islamischen Emirates) aufwuchs. In ihrer Kindheit begann sie mit Schwimmsport und nach dem Vorbild ihres Vaters mit Kung Fu. Als Grundschülerin spielte sie Fußball, bevor sie in ihrer Jugend zum Basketball fand. Asghari sagte später, dass ihre Familie sie in ihrer sportlichen Entwicklung stets unterstützt hätte, auch gegen den Widerstand einiger Leute aus ihrer Provinz, die sie vom Sport hätten abhalten wollen. Ab Ende 2009 spielte sie für die afghanische Basketballnationalmannschaft der Frauen, deren Kapitänin sie zwischenzeitlich war. Nach ihrem Schulabschluss absolvierte Asghari ein Bachelorstudium der Politikwissenschaft und Internationalen Beziehungen an der Kateb-Universität in Kabul.
Parallel zu ihrer aktiven sportlichen Laufbahn engagierte sich Asghari schon früh sportpolitisch. Sie arbeitete für das afghanische Nationale Olympische Komitee (NOK) sowie für mehrere Frauenorganisationen. Mit 18 Jahren vertrat sie das afghanische NOK im Frühjahr 2012 erstmals bei einer Frauenkonferenz. Laut eigener Aussage knüpfte sie in der folgenden Zeit viele internationale Kontakte und konnte sich in unterschiedlichen Funktionen profilieren. 2012 übernahm sie innerhalb des NOKs die Position der Schatzmeisterin und wurde Mitglied des Vorstands, vier Jahre später Generalsekretärin. Ab 2014 gehörte sie der Athletes' Entourage Commission des Internationalen Olympischen Komitees (IOC) an, einem Gremium, das sich als Interessenvertretung der Sportler versteht. Auf der IOC-Sitzung im Oktober 2018 in Buenos Aires wurde Asghari zum Mitglied des Internationalen Olympischen Komitees gewählt. Sie war das erste afghanische und zum Zeitpunkt ihrer Wahl mit 24 Jahren das jüngste IOC-Mitglied. Der IOC-Präsident Thomas Bach bezeichnete die Nominierung Asgharis als „Signal nicht nur für Männer und Frauen in Afghanistan, sondern auch in all den Ländern, in denen Frauen ernsthafte Hindernisse haben, Sport zu treiben“. Als IOC-Mitglied trat Asghari unter anderem den Koordinierungskommissionen für die Olympischen Jugend-Winterspiele 2024 in Gangwon sowie für die Sommerspiele 2028 in Los Angeles bei. 2019 zeichnete sie die Vereinigung der afghanischen Sportjournalisten als Sportpersönlichkeit des Jahres aus.
Asghari zog 2020 in die Schweiz und studierte im Master Sportverwaltung, -management und -technologie in Lausanne an der AISTS (französisch: Académie internationale des sciences et techniques du sport). Das Masterstudium schloss sie 2021 ab. Wegen der erneuten Machtübernahme der Taliban im Sommer 2021 kehrte Asghari zu ihrer eigenen Sicherheit nicht nach Afghanistan zurück. Im November 2022 hielt sie sich in Istanbul auf. In einem Interview zu diesem Zeitpunkt sagte sie, dass ihre Mitstreiter über die gesamte Welt verteilt seien und fast niemand mehr in Afghanistan lebe, was ihren Einsatz für den Sport in ihrem Heimatland erschwere.